# Amédée Reuchsel
Amédée Reuchsel (Lió, Alvèrnia-Roine-Alps, 21 de març, 1875 - Montereau, 10 de juliol, 1931), fou un compositor i organista francès.
Estudià música en els Conservatoris de Brussel·les i París; en aquest últim tingué per professor en composició el mestre Gabriel Fauré. Aconseguí la plaça d'organista de l'església de sant Dionís de París i el 1908 se li atorgà el premi Chartier de musica di camera, per les seves composicions en aquest gènere de música.
Entre les seves altres obres, figuren: 
- Chant national de Ste Jeanne d'Arc[1]
- L'hiver[1]
- Hymne à la Serbie[1]
- Noël de la Grande Guerre[1]
- Una sonata per a violí;
- Poème héroique per a violoncel i orquestra;
- una balada per a oboè;
- Fantasia apassionata, per a clarinet;
- l'oratori Daniel;
- diverses composicions per a orgue;
- tres preludis i fugues;
- 40 cors per a homes;
- La moisson sanglante (1913).
- Rêverie et Villanelle (1914)[1]

A més, és autor d'una Théorie abrégée de musique, i editor de Solfège clàssiques et moderne.
El seu pare Léon (1840-1915) també fou músic igual que el seu germà Maurice (1880-1968) i el seu fill Eugène (1900-1988).

## Publicacions
- Oeuvres pour Orgue (2012), editat per Armelin Musicali Euganea (ISMN	9790215808324).[2]